# Sobral (gemeente)
Sobral is een gemeente in de Braziliaanse deelstaat Ceará. De gemeente telt 205.529 inwoners (schatting 2017).
De plaats is de zetel van het rooms-katholieke bisdom Sobral.

## Aangrenzende gemeenten
De gemeente grenst aan Alcântaras, Cariré, Coreaú, Forquilha, Groaíras, Irauçuba, Massapê, Meruoca, Miraíma, Mucambo, Santana do Acaraú en Santa Quitéria.

## Geboren
- Izolda Cela (1960), gouverneur van Ceará[3]